# Dorcus antaeus
Dorcus antaeus là một loài bọ cánh cứng trong họ Lucanidae.

## Phân loài
- Dorcus antaeus antaeus
- Dorcus antaeus miyashitai
- Dorcus antaeus datei